# Imagine (album)
Imagine je drugi solo album Johna Lennona, po debitantskem albumu John Lennon/Plastic Ono Band izdanem leto poprej. Izdan je bil leta 9. septembra 1971 v ZDA in 8. oktobra 1971 v Veliki Britaniji. 11. oktobra 1971 je izšel edini single »Imagine«.
Čeprav so bile osnove pesmi posnete v Lennonovem domačem studiu Ascot Sound Studios, pa je bilo posnetih in dodanih več inštrumentov v Record Plantu, New York. Kot pri Lennonovem prvencu sta se mu kot soproducenta pridružila Phil Spector in Yoko Ono. O snemanju naslovne pesmi »Imagine« je bil obenem posnet tudi dokumentarni film Gimme Some Truth: The Making of John Lennon's Imagine. Album se bolj nagiba k nežnejšim, bolj komercialnim in manj avantgardnim pesmim, kot na njegovem bolj kritičnem prvencu. Imagine velja za njegov najbolj priljubljen album. Revija Rolling Stone je v oceni zapisala, da vsebuje »precejšni delež dobre glasbe«, toda opozorila na možnost, da bi »njegova skrajna drža kmalu postala ne le dolgočasna, ampak predvsem nepomembna«. Po več svetovnih glasbenih lestvicah je album po izidu zavzel prvo mesto, naslovni single pa tretje mesto v ZDA, v Veliki Britaniji pa je izšel šele leta 1975. Revija Rolling Stone ga je leta 2003 uvrstila na šestinsedemdeseto mesto lestvice petstotih najboljših albumov vseh časov.

## Seznam pesmi
Vse pesmi je napisal John Lennon, razen kjer je označeno.
Prva stran
1. »Imagine« (Lennon/Yoko Ono) - 3:01
2. »Crippled Inside« - 3:47
3. »Jealous Guy« - 4:14
4. »It's So Hard« - 2:25
5. »I Don't Want to Be a Soldier« - 6:05

Druga stran
1. »Gimme Some Truth« - 3:16
2. »Oh My Love« - 2:44 (Lennon/Ono)
3. »How Do You Sleep?« - 5:36
4. »How?« - 3:43
5. »Oh Yoko!« - 4:20

## Sodelujoči
Sodelujoči glasbeniki na albumu Imagine:
- John Lennon – glas, akustična in električna kitara, klavir, harmonika (10), žvižganje (3)
- George Harrison – električna kitara (6, 7), slide kitara (5, 8) kitara dobro (2)
- Klaus Voormann – bas (razen 2, 7), stoječi bas (2)
- Nicky Hopkins – klavir (except 1, 4, 8), electric piano (8)
- Alan White – bobni (1, 6, 8, 9, 10) tibetanske cimbale (7), vibrofon (3)
- Jim Keltner – bobni (2, 3, 5)
- Jim Gordon – bobni (4)
- John Barham – harmonika (3), klaviature, vibrofon (9)
- King Curtis – saksofon (4, 5)
- Joey Molland – akustična kitara (3, 5)
- Tom Evans – akustična kitara (3, 5)
- John Tout – akustična kitara (2), klavir
- Ted Turner – akustična kitara (2)
- Rod Linton – akustična kitara (2, 6, 10)
- Andy Davis – akustična kitara (6, 10)
- The Flux Fiddlers – strune
- Phil Spector – spremljevalni vokal (10)
- Michael Pinder – tamburin (5)
- Steve Brendell – pavke (5)